# NGC 831
NGC 831 è una galassia a spirale situata nella costellazione della Balena, a una distanza di circa 333 milioni di anni luce dalla nostra Via Lattea.

## Scoperta
La galassia è stata scoperta il 18 novembre 1863 dall'astronomo tedesco Albert Marth.

## Descrizione
NGC 831 presenta una larga riga a 21 cm dell'idrogeno neutro.